# RZ Heilig Hart Tienen

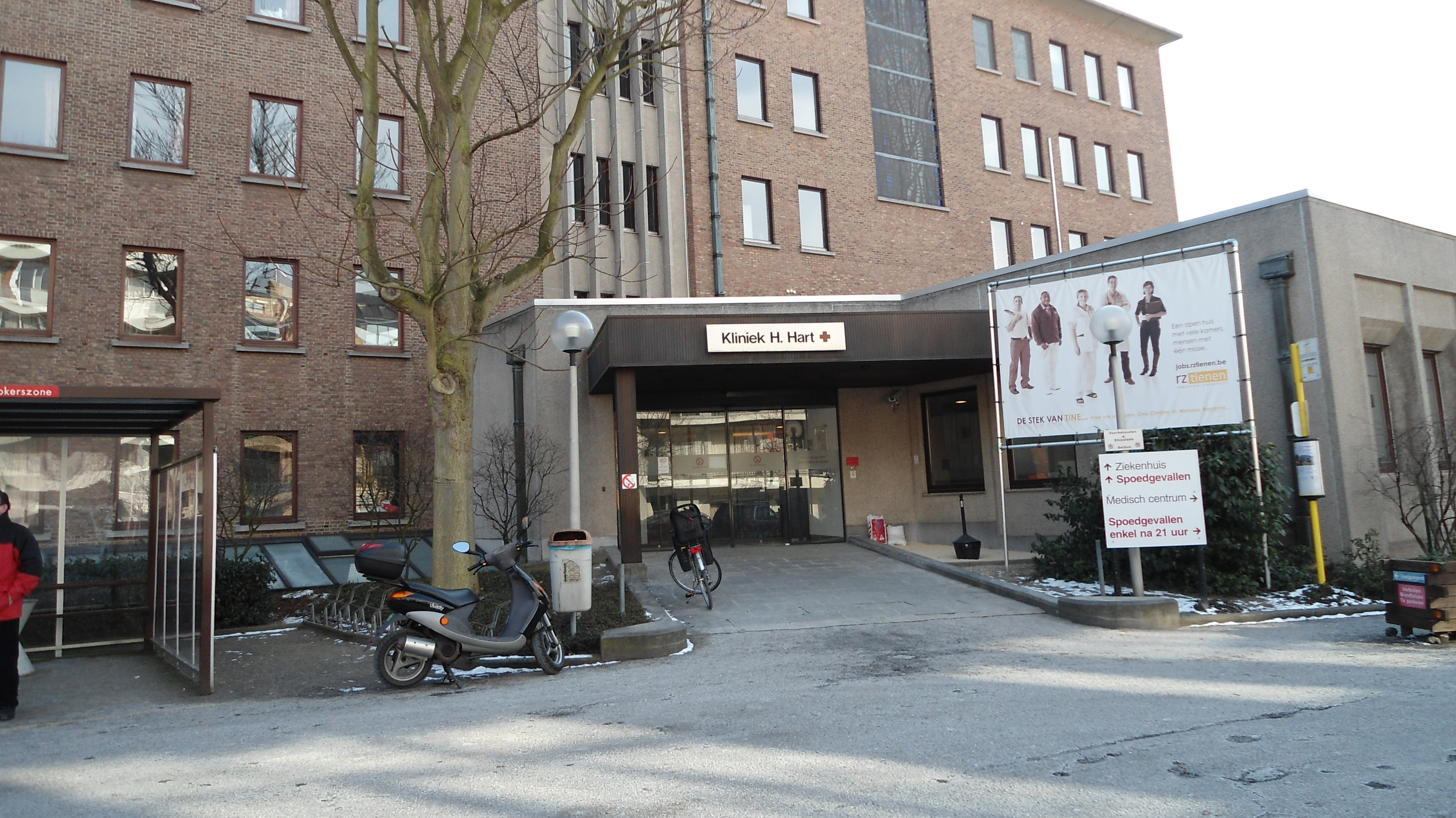
Het RZ Heilig Hart Tienen, Campus Tienen

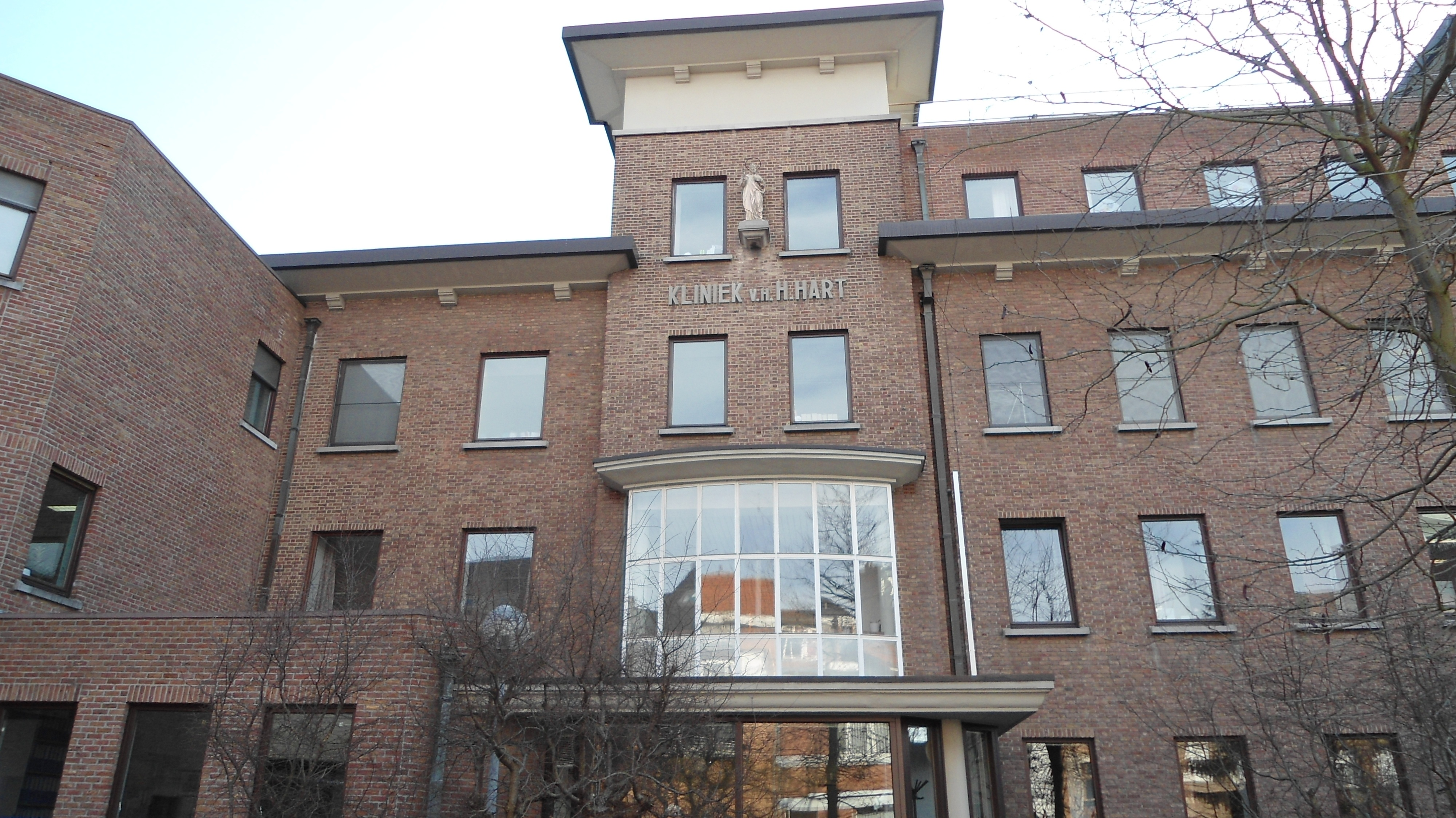
Het RZ Heilig Hart Tienen, Campus Tienen

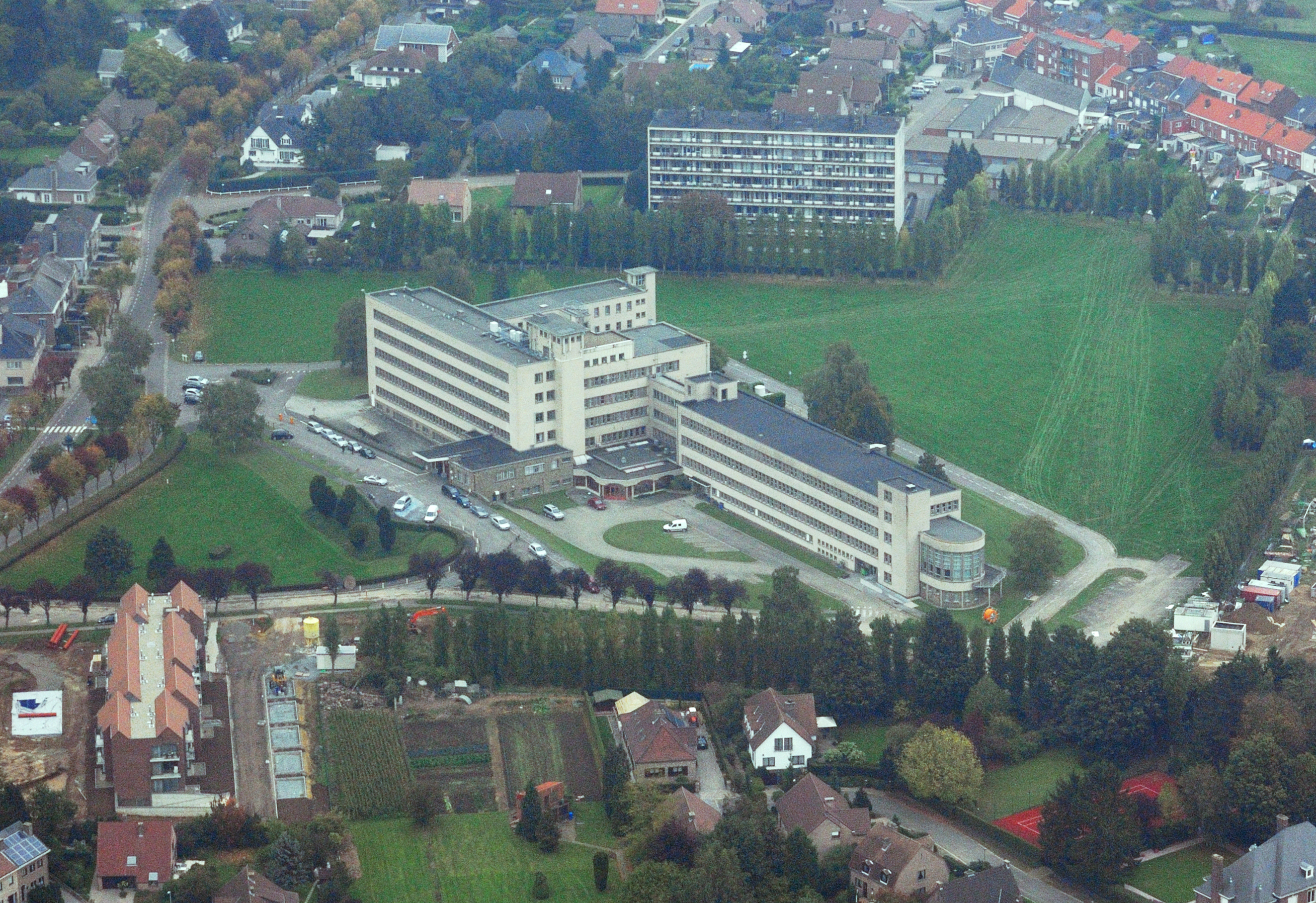
De noordelijke campus Sint-Jan

Het Regionaal Ziekenhuis Heilig Hart Tienen is een regionaal katholiek ziekenhuis, met campussen in de Belgische steden Tienen en Aarschot.

## Grauwzusters
De Campus Mariëndal in Tienen is de bakermat van het Ziekenhuis Heilig Hart gevormd rond het klooster van de Grauwzusters. Reeds in de 14e eeuw nam de zusterorde zijn intrek in Tienen met als doel de zieken te verzorgen door middel van huisbezoeken. Eerst waren ze gevestigd in de Grauwzusterstraat, later de Akademiestraat genoemd. Pas na de Franse Revolutie - in 1817 - verhuisden de grauwzusters naar het voormalig klooster van Kabbeek aan de Gilainstraat, de basis van de huidige kliniek.
Begin jaren 20 van de 20e eeuw sloot de Congregatie van de Grauwzusters een overeenkomst met de artsen - Joseph Smeesters, Van Lindt, Jos (1878-1937) en Antoine Geens - die leidde tot de oprichting van het "Institut Médical et Chirurgien du Sacré Coeur de Jésu Christ". Dit ziekenhuis opende zijn deuren in 1925, dat nadien in de Kliniekstraat gestaag groeide van 25 naar 331 bedden. Sinds de jaren 60 is het beheer in handen van een vzw die zich "Algemeen Ziekenhuis Heilig Hart" noemde. Het is heden de maatschappelijk hoofdzetel van het ziekenhuis. Dokter Jos Geens kreeg later een borstbeeld aan de ingang en in de stad Tienen werd een straat naar hem genoemd.
De Campus Sint-Jan is het vroegere OCMW-ziekenhuis - het vroegere Stedelijk en Genees- en Heelkundig Instituut SGHI - van Tienen en maakt sinds 1998 deel van het Heilig Hart. De campus in Aarschot is ontstaan uit een medisch centrum dat door het ziekenhuis - in de jaren 80 - in deze stad werd opgericht. Heden richt het zich naar raadplegingen, daghospitalisatie en een spoedopnamedienst voor niet-levensbedreigende ongevallen.
De naamsverandering naar "Regionaal Ziekenhuis Heilig Hart Tienen" (2005) onderstreepte de regionale missie. De drie campussen tellen samen 331 erkende bedden, 120 artsen en stelt 800 personeelsleden te werk.
In 2010 sloot het Heilig Hart Tienen een samenwerkingsakkoord af met het UZ Leuven.
In 2024 start de bouw van een volledig nieuw ziekenhuis op de Site Sint-Jan die beide campussen in Tienen zal vervangen. De nieuwbouw zal 180 miljoen euro kosten en zal in 2028 klaar zijn. 